# Narcotráfico

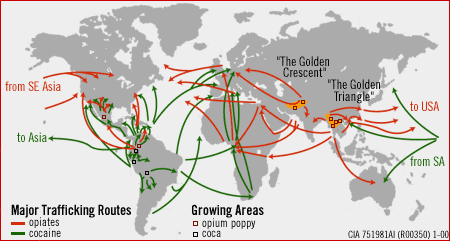
Rutas internacionales de la droga (Año 2000)

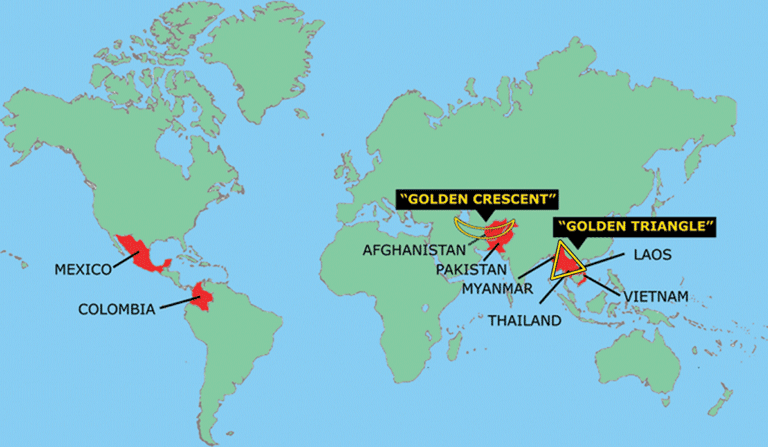
Principales países productores de heroína en el mundo (coloreados en rojo)

El tráfico de droga, tráfico de estupefacientes o simplemente narcotráfico, es el comercio de drogas ilegales adictivas, principalmente cocaína. La base económica principal de este fenómeno es ésta sustancia, ya que su compraventa financia la mayor parte de un fenómeno que engloba la fabricación, distribución, venta, control de mercados y reciclaje de muchos estupefacientes, adictivos o no, potencialmente dañinos para la salud (conocidos comúnmente como drogas o enervantes), y también el tráfico de armas, tienen una gran participación en el mercado de la trata de personas y en el tráfico de órganos. La mayoría de las legislaciones internacionales prohíben o limitan el narcotráfico, con penas que incluyen la ejecución por diversos medios, aunque esto varía en función de la sustancia y de la legislación local.
Un estudio de la ONU indica que el tráfico global de sustancias generó aproximadamente 0.3216 billones de dólares en 2003.
Esta cifra sería el 0.83 % del producto interno bruto global en 2003 (38.95 billones de dólares). El consumo de estupefacientes se extiende de manera global.
Grupos ilegales, mafias o en América del Sur, también denominados carteles o cárteles, gestionan la cadena de suministro. Los cárteles varían en tamaño, longevidad y organización, dependiendo de la sustancia, rentabilidad y volumen de cada proceso. En la parte superior de la jerarquía de estas organizaciones se encuentra el jefe del cartel, que controla la producción y distribución de la sustancia. Junto con los intermediarios financieros, blanquean los capitales obtenidos de actividades ilegales graves. En la parte inferior de la jerarquía se encuentran los traficantes callejeros de bajo rango (narcomenudeo), distribuidores que suelen ser también consumidores dependientes (véase farmacodependencia) y a quienes también se les llama "camellos", "jíbaros", "dealers" o "transas".

## Producción
La mayor parte de las sustancias estupefacientes producidas en el mundo se cultiva o produce por en países de Sudamérica, Sureste Asiático y Oriente Medio, y después se introduce de contrabando en los países consumidores.

## Historia
La primera guerra del Opio (1839-1842) supuso el primer conflicto internacional relacionado con el narcotráfico. Reino Unido protegió con su armada el tráfico de opio entre la población general de China, algo que era ilegal por decreto imperial.
Los chinos llevaron el opio a México por el puerto de Mazatlán y se dieron cuenta rápidamente de que las condiciones climáticas de Sinaloa permitían el cultivo de esta planta. Así fue como se iniciaron las primeras rutas de narcotráfico hacia los Estados Unidos por territorio mexicano.
Los nazis alemanes descubrieron dichos caminos de tráfico de droga de los chinos.
El consumo de cocaína en Europa fue amplio y legal durante el primer tercio del siglo XX. La peligrosidad de la sustancia fue reconocida lentamente. En 1884 se introdujo por primera vez en terapias de oftalmología. El empleo de cocaína, de acuerdo con la ley de prescripción de sustancias anestésicas de Alemania, está permitido aún hoy en día.
La fragmentación de la URSS provocó que muchos arsenales soviéticos, en manos de regiones separatistas, entraran en el mercado ilícito de armas, en el que narcotraficantes y grupos políticos radicales fueron sus clientes principales.
En 2005 el informe "United Nations World Drug Report" estimó el valor del mercado de droga ilícito global durante el año 2003 en US$13 mil millones a nivel de producción, a US$94 mil millones al nivel de precios de mayoreo, y a US$322 basándose en los precios del menudeo y tomando en cuenta las pérdidas en el proceso.

### Posición del Gobierno estadounidense
El gobierno de los EE. UU. se ha comprometido plenamente en la lucha contra el narcotráfico.
El gobierno federal estadounidense es un antagonista muy enérgico de la industria de droga, y se rige de acuerdo a las normas internacionales con respecto a la legalidad e ilegalidad de la droga. Uno de los ejemplos más controvertidos es el Plan Colombia.
Las leyes particulares de los estados varían mucho entre sí, y en algunos casos contradicen las leyes federales. A pesar de la posición oficial del gobierno estadounidense contra el comercio de droga, agentes gubernamentales estadounidenses y sus diversos recursos se han visto implicados en el comercio de droga.
Oliver North, Barry Seal y Albert Albesa fueron atrapados e investigados durante el escándalo de Irán-Contras, implicados en el uso del comercio de droga como una fuente clandestina de EE. UU. para beneficiar a los Contras. La página 41 del informe Kerry al senado estadounidense en diciembre de 1988 dice que "de hecho los mayores responsables de la política estadounidense no eran ajenos a la idea de que el dinero de la droga era una solución perfecta a los problemas financieros de los Contras".
El veterano de Fuerzas Especiales, el militar coronel Bo Gritz (jubilado), ha acusado a su país de colaborar con Manuel Noriega en el narcotráfico. En su libro Called to serve (‘llamados para servir’, aún no publicado en español), Gritz detalla su papel como un importante empleado del Gobierno estadounidense atareado con proteger la relación de EE. UU. con Noriega.
Contrariamente a sus metas oficiales, se sabe que el gobierno de los Estados Unidos ha intentado suspender las investigaciones científicas acerca de las consecuencias del consumo de sustancias adictivas. Por ejemplo, en 1995 la Organización Mundial de la Salud (OMS) y el Instituto Interregional de las Naciones Unidas para la Investigación de la Delincuencia y la Justicia (UNICRI) anunciaron, en una conferencia de prensa, la publicación de los resultados del estudio global más grande sobre el consumo de sustancias adictivas. Sin embargo, una decisión de la Asamblea Mundial de la Salud prohibió la publicación del estudio. En la sexta reunión del comité B, el representante estadounidense amenazó que "Si las actividades de la OMS relacionadas con las drogas no logran reforzar los métodos de control de droga probados, deberán retirarse los fondos para los programas pertinentes". Esto llevó a la decisión de interrumpir la publicación. Hasta ahora se ha logrado recuperar sólo una parte de ese estudio. Se encuentran disponibles los perfiles de consumo de la cocaína en 20 países.

### Posición de algunos intelectuales
Muchos son los escritores, académicos y artistas que se han manifestado en contra de las medidas que se toman a nivel mundial en contra del tráfico ilegal de estupefacientes.
En Colombia, Antonio Caballero ha denunciado por muchos años la presencia del narcotráfico en la vida social, militar, política, artística y religiosa de los colombianos. En su discurso siempre sale a relucir lo ineficiente de la lucha en contra de la droga, la doble moral de los países consumidores frente a los productores, la conveniencia de los primeros en mantener una guerra en contra de los narcotraficantes y la de la clase dirigente de los países productores al escudarse en este conflicto para mantener las desigualdades.
Los autores Doug Stokes y Francisco Ramírez Cuéllar han demostrado algunas de las debilidades más notorias del Plan Colombia, especialmente como excusa para exterminar a las guerrillas que aún militan en el país.

### Posición de algunos políticos
La exsenadora colombiana Alexandra Moreno Piraquive (n. 1969), está a favor de la legalización regulada del cultivo, procesamiento, comercialización y consumo de psicotrópicos (con limitaciones tipo Ley antitabaco), como solución de fondo a los altos e infructuosos costos humanos, sociales, ambientales y financieros que implica la lucha antidrogas. La legalización acabaría con el mercado negro y el consecuente dinero negro que genera el narcotráfico y también los daños ambientales.

## Crimen y narcotráfico

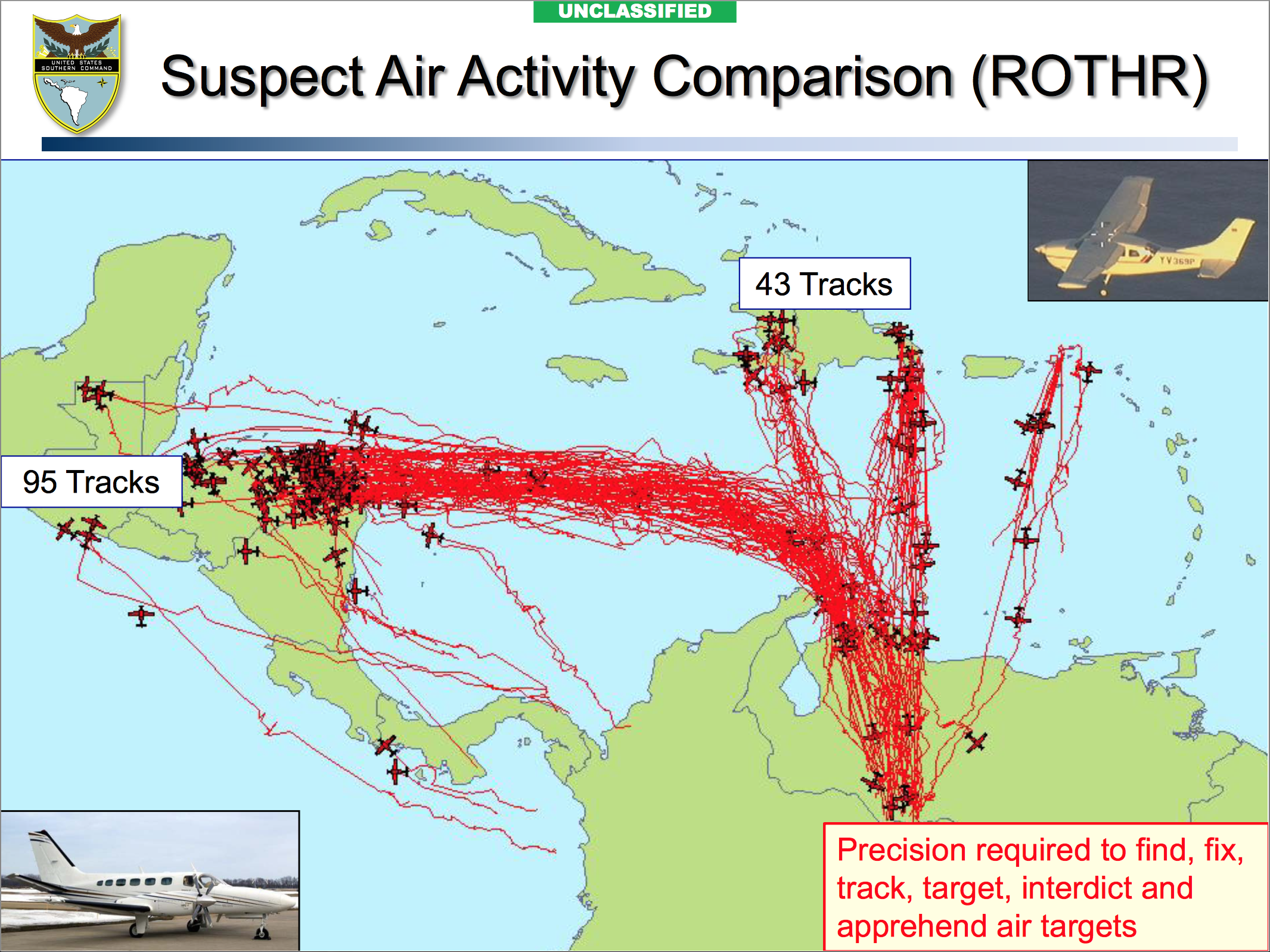
Rutas aéreas de tráfico de droga monitoreadas por el Comando Sur de Estados Unidos.

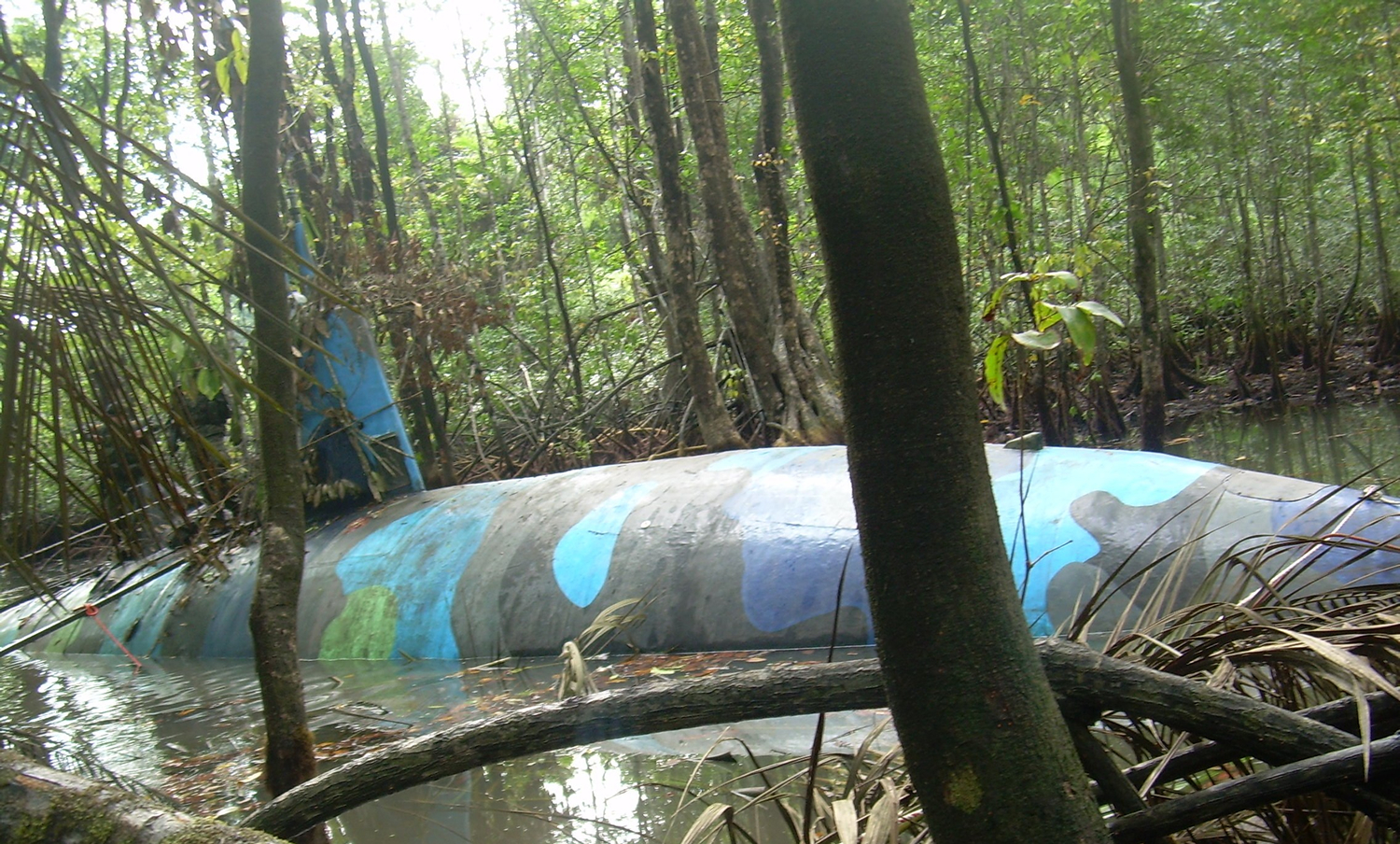
Narcosubmarino incautado en Ecuador, 2010.

El consumo de droga continúa afectando de manera significativa, tanto en la calidad de vida de las personas como en fallecimientos relacionados. Una estimación de 183 000 muertes relacionadas con el narcotráfico fueron registradas en 2012. La cifra es menor que la del 2011, la reducción está relacionada con una mortandad inferior en varios países de Asia.
Los grandes carteles, son organizaciones internacionales, que compiten de manera agresiva por el control del mercado global y la obtención de beneficios económicos que garanticen la estabilidad de sus organizaciones. Entre sus acciones ilegales se recogen:
- Sobornos a personal judicial
- Pequeñas entidades privadas
- Seguridad: contratación de pequeñas unidades distribuidoras, contratación de bandas criminales o sujetos armados (sicarios) que manipulen el mercado a pequeña escala y realicen varias actividades en favor de las organizaciones, homicidios o magnicidios entre otros. También se encarguen de la seguridad de los cultivos y puntos de distribución de material ilícito.

Tienen un impacto negativo en las organizaciones o estados, principalmente asociadas a los fenómenos de corrupción de las estructuras políticas y judiciales, control de los medios de comunicación, lavado de activos, violencia, terrorismo y drogadicción.
Ya que no pueden resolverse las disputas a través de los medios legales, los participantes de cada nivel de la industria de la droga compiten entre sí mediante métodos violentos. Al final de los años noventa, en los Estados Unidos, el FBI estimaba que el 5 % de los asesinatos eran relacionados con el consumo o venta de droga.
Muchos han argumentado que la arbitrariedad de las leyes de prohibición de droga desde el punto de vista médico, sobre todo la teoría de reducción de daño, empeora los problemas alrededor de estas sustancias.

## Drogas

### Alcohol
En algunas áreas del mundo, particularmente en y alrededor de la península arábiga, se prohíbe estrictamente el comercio de alcohol. Por ejemplo, Pakistán prohíbe el comercio debido a que su población musulmana es grande. Similarmente, Arabia Saudita prohíbe la importación de alcohol en su reino, aunque el mismo se pasa por contrabando en altas cantidades. En otras áreas es considerado como cualquier otra bebida, y es legal. En otras áreas más, hay un límite de edad para los consumidores, y es necesaria una licencia para vender alcohol, así como también pueden existir otras restricciones a su comercio que afecten su publicidad, el horario de venta, los sitios.

### Anabolizantes
Los esteroides anabolizantes se emplean como un método para incrementar el anabolismo. Su efecto principal es el crecimiento del músculo esquelético, así como el desarrollo de características sexuales masculinas. Los anabolizantes tienen además efectos secundarios graves si se ingieren frecuentemente de forma prolongada en el tiempo. Estas sustancias están reguladas de forma legal para su empleo con fines medicinales en muchos países, si bien en otros son totalmente legales. En la práctica del deporte de competición el consumo de anabolizantes está considerado una forma de dopaje.
La producción de anabolizantes requiere complicados procesos químicos y equipamiento sofisticado, por lo que se fabrica sobre todo por la industria farmacéutica legal (con fines medicinales y veterinarios) y en laboratorios clandestinos. México y Tailandia son exportadores de esteroides ya que en estos países son sustancias completamente legales.

### Cannabis
La cannabis es el nombre genérico de una planta, abreviación de cannabis sativa, que contiene diversos fito-cannabinoides que actúan sobre receptores del sistema nervioso central. Algunos de estos actúan como psicotrópico, como el THC, mientras que otros no, como el CBD.
Se consume principalmente sus flores (marihuana) o la resina (hachís) de éstas, los efectos perjudiciales para la salud son menores que los de otro tipo de droga, esto sumado a sus propiedades medicinales, hace que se utilice con fines medicinales en un alto espectro de dolencias, incluso en países en donde la legislación no es favorable para esto. Pero cabe resaltar los efectos nocivos que se tienen a nivel psicológico, tales como depresión, ansiedad y paranoia. No existe prueba científica, que identifique el cannabis como un puente para iniciar el consumo de otras drogas.[cita requerida]
El cannabis fue prohibido en casi todo el mundo a mediados del siglo XX, impulsado por Estados Unidos, el cual ilegalizó la totalidad de la planta en 1937, a pesar de que existía una fuerte industria basada en las aplicaciones industriales de esta. Sin embargo, en la actualidad está permitido o tolerado su consumo en muchos países. Es habitual en los países desarrollados el cultivo de esta planta para su autoconsumo.
En el año 2005 existían en todo el mundo 530.000 ha de cultivos destinados al cannabis, que produjeron 42.000 toneladas de esta sustancia. Los mayores productores del mundo fueron Estados Unidos y México, aunque la producción está muy repartida. El principal país productor de resina de cannabis es Marruecos, seguido de cerca por Afganistán. El 70 % de esta resina se consume en Europa occidental.

### Cocaína

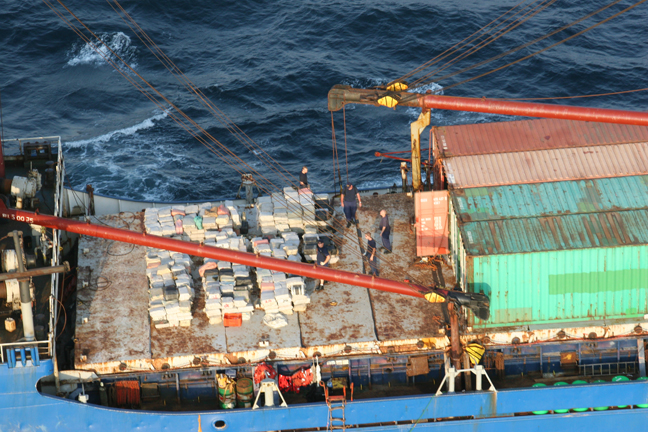
Carguero panameño capturado por las autoridades cerca de la costa de Panamá, mientras intentaba introducir 100 toneladas de cocaína a los Estados Unidos.

Es un alcaloide tropano cristalino que se obtiene de las hojas de la planta de coca. El nombre viene de la coca además del sufijo alcaloide -ina, formando cocaína. La cocaína pura es extraída originalmente de la hoja del arbusto de la coca que crece en América del Sur, principalmente en Perú, Bolivia y Colombia, siendo este último el mayor productor y exportador de cocaína hacia Estados Unidos y Europa. Hoy en día, la cocaína es una droga clasificada bajo la Lista II (“Schedule II”) de la Ley sobre Sustancias Controladas, lo que significa que hay un gran potencial de abusar de ella.

### Hongos de Psilocybe
Los hongos de Psilocybe crecen naturalmente en la mayoría de los climas, por lo que este mercado de droga es menos lucrativo. Aun así, se puede detectar un crecimiento comercial del Psilocybe, semilegalmente en los Países Bajos e ilegalmente de las fases diferentes de madurez de tejido en forma de hongo secado masticable. Los psiconautas suelen cultivar o recolectar estos hongos por sí mismos, ya que son comunes a lo largo del mundo.

### Metanfetaminas
La metanfetamina (desoxiefedrina) es un potente psicoestimulante. Es un agente agonista adrenérgico sintético, estructuralmente relacionado con el alcaloide efedrina y con la hormona adrenalina.
Según el Community Epidemiology Work Group, los números de incidentes de laboratorios clandestinos de metanfetaminas informados al "National Clandestine Laboratory Database" disminuyó de 1999 a 2004. Durante este mismo periodo, incidentes similares aumentaron en Illinois, Míchigan, Ohio y Pensilvania. En 2004, se informaron más incidentes en Illinois (926) que en California (673). En 2003, los incidentes de laboratorio de metanfetamina alcanzaron un nuevo récord en Georgia (250), Minnesota (309) y Texas (677). Hubo sólo siete incidentes de laboratorio de metanfetaminas informadas en Hawái en 2004.

### Opio
El comercio ilícito internacional en el opio es relativamente raro o nulo. Las principales organizaciones de contrabando prefieren refinar el opio en la heroína antes de enviarlos a los países consumidores, ya que para una cantidad dada de heroína el valor es mucho mayor que el de una cantidad equivalente de opio. Como tal, la heroína es más lucrativa, y mucho más fuerte, porque se metaboliza directamente en la sustancia de la principal psicoactiva que ocurre naturalmente en la morfina del opio. Afganistán es el mayor productor y exportador de opio en el mundo para la producción de heroína, aunque de esta planta también se deriva la morfina, otro alcaloide que es usado en medicina como analgésico para el dolor.

### Heroína

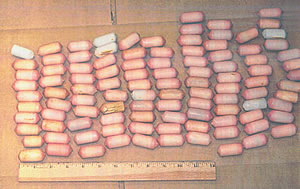
Un centenar de globos llenos de heroína que fueron tragados y transportadas internamente por mulas (entregadores de droga).

La heroína ingresa mediante contrabando a los Estados Unidos y Europa. Los niveles de purezas varían enormemente por la región: las ciudades nororientales tienen la más pura heroína en Estados Unidos (según un informe recientemente emitido por DEA, Elizabeth y Newark (estado de Nueva Jersey) tiene la heroína de calidad más pura en las calles en dicho país). La heroína es una droga fácil de contrabandear porque una pequeña probeta puede contener centenares de dosis. La heroína también es ampliamente consumida de manera ilegal como droga poderosa y adictiva que produce intensa euforia que a menudo desaparece con la creciente tolerancia. Este "golpe" viene de su alta solubilidad proporcionada por los dos grupos de acetato, mientras que produce una penetración muy rápida en la barrera del fluido sanguíneo al cerebro después de su consumo. Una vez en el torrente sanguíneo, la heroína se convierte rápidamente en morfina. La morfina une entonces a los receptores del opioide en el cerebro y el cordón espinal, mientras causando los efectos subjetivos. Pueden tomarse heroína y morfina o administrarla de varias maneras, incluyendo resoplado e inyección. Estos también pueden fumarse inhalando los vapores producidos cuando son recalentados (conocido como "cazando el dragón").
Las penalidades por contrabandear heroína son a menudo ásperas en la mayoría de los países. Algunos países del sudeste asiático castigan con pena de muerte el contrabando ilegal de heroína o morfina, que son parte de la Convención Única sobre Estupefacientes. En Singapur y Malasia, el castigo por el tráfico, posesión y consumo de heroína y morfina es más severo que incluso para otros estupefacientes, incluyendo otros opioides y la cocaína.

### Morfina
La morfina es un alcaloide fenantreno del opio, siendo preparado el sulfato por neutralización con ácido sulfúrico. Es una sustancia controlada, opioide agonista utilizada en premedicación, anestesia, analgesia, tratamiento del dolor asociado a la isquemia miocárdica y para la disnea asociada al fracaso ventricular izquierdo agudo y edema pulmonar. Es un polvo blanco, cristalino, inodoro y soluble en agua.
Aunque la morfina está catalogada como droga alucinógena prohibida en algunos países de Asia, es una droga muy utilizada en medicina como analgésico para el dolor. No obstante, el comercio de esta droga es severamente controlado por las autoridades de cada país, evitando que termine comercializándose en las calles de manera ilegal.

### Tabaco
El comercio de tabaco, si bien es legal, está gravado en la mayoría de los países con fuertes impuestos y por otro, cubrir los gastos sanitarios derivados de las enfermedades causadas por el tabaquismo. En la Unión Europea, los impuestos representan al menos el 70% del precio de venta del tabaco, subiendo hasta el 80 % en el Reino Unido. Es por ello que el contrabando ofrece un alto margen de beneficios.
En Estados Unidos los impuestos del tabaco varían enormemente entre los diferentes estados, lo que favorece el contrabando interno a través de las fronteras estatales. Por otra parte, estos impuestos son más bajos que en Canadá, lo que ha generado un flujo de mercancías ilegales en dicha frontera. El reino de Bután prohibió la venta de tabaco en 2004, lo que provocó la aparición de un lucrativo mercado negro.
Se estima que un tercio de la producción global de tabaco acaba en el mercado negro. En muchos casos son las propias tabacaleras las que se benefician: Altadis, British American Tobacco, Philip Morris se han visto involucradas en casos de contrabando.

## Contrabando de droga legal
Las drogas legales como el tabaco y el alcohol pueden convertirse en mercancía de contrabando y comercio ilegal si la diferencia del precio entre el origen y el destino es lo suficientemente alto para hacerlo lucrativo. Con los impuestos en el tabaco, (mucho más altos en el Reino Unido que en resto de Europa) este es un problema considerable en el Reino Unido. También suele ser ilegal vender o proporcionar tabaco o alcohol a menores, lo cual es considerado como contrabando en la mayoría de los países.

### Droga prescrita
Algunos de los estupefacientes que se pueden adquirir legalmente con prescripción médica también están disponibles por medios ilegales, eliminando la necesidad de fabricar, procesar y entregar directamente la droga. Por ejemplo: Los opioides recetados a veces son mucho más fuertes que la heroína encontrada en la calle, por ejemplo el grupo de los análogos del fentanilo. Provienen de prescripciones médicas robadas o divididas, u ocasionalmente vendidas por internet. Sin embargo, es mucho más fácil controlar el tráfico de droga prescripta que el de droga ilegal porque el fabricante normalmente es una empresa originalmente legal y así el problema puede encontrarse a menudo prontamente y neutralizarse. Podría haber también un riesgo reducido de contaminación o pobreza del producto respecto a los casos de fabricación en laboratorios clandestinos.

### Internet y las sustancias controladas
Existen sitios de internet que ofrecen vender las sustancias controladas sin una prescripción válida. Dichos sitios fueron reconocidos primero por la Sección de Justicia Estadounidense en 1999, indicando que tales sitios habían estado operando por lo menos a través de los últimos años de la década de 1990. Estos permiten a distribuidores y usuarios completar las transacciones sin necesidad de mantener contacto directo. Mientras muchos aceptan las tarjetas de crédito, otros sólo aceptan dinero en efectivo para reducir la evidencia de la existencia de la operación. Muchos de estos sitios se organizan en países en los que las categorías específicas de sustancias controladas son localmente legales (por ejemplo los opioides recetados en México), pero debido a la naturaleza global de internet, pueden negociar (principalmente en forma ilegal) con clientes alrededor del mundo. Además de los opioides de la regla, estimulantes, y sedativos, se distribuyen a menudo ampliamente los esteroides. Hasta la fecha, no se encontró ningún sitio que vendiera droga ilegal como la heroína o los derivados ilegales de la anfetamina. La policía ha descubierto varios casos de circuitos de distribución que utilizan anuncios personales para solicitar negocios de droga, utilizando contraseñas o frases preformuladas.

## Narcocultura
El narcotráfico ha calado en las culturas de las sociedades en las que ha penetrado. A esta influencia cultural, se le denomina narcocultura. La narcocultura abarca los gustos generalizados y popularizados por narcotraficantes.
La narcocultura se ha popularizado exponencialmente en el arte, la literatura y los medios audiovisuales con ayuda de la globalización. En este sentido, la narcocultura se ha extendido a otros subgéneros como las narcoseries en televisión, cine, multimedia y streaming. En la música ha trascendido en muchos géneros musicales, pero se distinguen los corridos, que derivó en los narcocorridos, y el rap en el gangsta rap.